# Sathya Sai Baba
Sathya Sai Baba, nato Sathya Narayana Raju Ratnakaram (Puttaparthi, 23 novembre 1926 – Puttaparthi, 24 aprile 2011), è stato un predicatore indiano.

## Biografia
Nato in un piccolo villaggio nell'Andra Pradesh (India meridionale), all'età di 14 anni affermò di essere la reincarnazione di Sai Baba di Shirdi (e la seconda incarnazione di Kalki, l'avatar del Kali Yuga), prendendo quindi il suo nome. Ha milioni di devoti a livello mondiale, molti dei quali facenti parte dell'Organizzazione Sathya Sai.
Nel 1950 a Puttaparthi costruì il suo ashram, Prasanthi Nilayam, che servì da quartier generale per la suddetta organizzazione internazionale. La sua fama si diffuse con un messaggio universale sull'amore divino e l'unità delle religioni, gli sforzi filantropici come la costruzione di scuole e un ospedale, e l'esibizione pubblica di miracoli e guarigioni divine. 
Nel 1963 affermò di essere non solo la reincarnazione di Shirdi Sai Baba, ma anche l'avatar (incarnazione) sia del dio Shiva che della sua consorte Shakti. Con la diffusione della fama di Sathya Sai Baba, la sua organizzazione crebbe fino a diventare un impero multimiliardario. Parallelamente alla popolarità per la sua filantropia, il guru scatenò diverse polemiche nate dallo scetticismo sulla veridicità dei suoi “miracoli”.
Dal 2003 ha manifestato evidenti difficoltà deambulatorie, apparendo la maggior parte delle volte su piccoli autoveicoli o, in altri casi, su una sedia a rotelle. Il 28 marzo 2011 è stato ricoverato in condizioni gravissime nell'ospedale costruito dalla sua stessa associazione a Puttaparthi e qui è deceduto il 24 aprile. Aveva profetizzato di morire a 93 anni, ma ciò non si è verificato (ne aveva in realtà 85), lasciando confusi i milioni di seguaci che peraltro lo credevano immortale.
Ha lasciato uno dei più grandi imperi economici dell'India, lo Sri Sathya Sai Central Trust, una fondazione di carità pubblica valutata circa 12 miliardi di euro, che già nel 1993 (quando era valutata 2 miliardi di dollari) aveva portato il governo ad indagare sulla provenienza del denaro.

## Gli insegnamenti

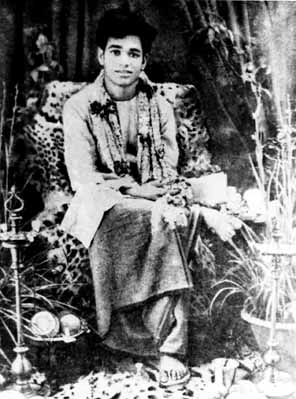
Sathya Sai Baba (foto del 1940).

L'insegnamento di Sathya Sai Baba si fonda sul concetto che l'uomo sia essenzialmente divino e che debba quindi impegnarsi a riscoprire la propria natura divina.
Sathya Sai Baba affermò più volte di non voler fondare una nuova religione, né una setta o un nuovo credo, o di volere raccogliere proseliti; nonostante sia nato in un contesto induista, il suo messaggio era inteso come universale e si rivolgeva indistintamente ai fedeli di tutte le religioni, a cui raccomandava la sincera adorazione di Dio nelle forme e nei mezzi propri di ciascuna religione: cardine del suo insegnamento è infatti l'unità delle religioni e delle discipline spirituali, concepite come strade differenti verso l'unico Dio.
Molta importanza è data al canto devozionale (bhajan) e alla preghiera (con la ripetizione dei mantra), al servizio altruistico disinteressato (seva), e allo studio della spiritualità attraverso i testi sacri e spirituali di ogni tradizione o cultura. Il vero scopo della Sua Missione è quello di instaurare la fratellanza degli uomini, l'unità di tutte le creature, quello di stabilire il dovere di amare tutti e servire tutti, ma il significato più profondo è quello di condurre tutti all'acquisizione di una visione unitaria dell'Universo. Il Suo più grande miracolo è la trasformazione dell'animo umano. La Sua forza sta nel condurre gli uomini sulla via del Bene e dell'Amore e nel rivelare il grande mistero della vita e dell'universo: Dio è dentro di Te. Scoprilo!
Ha affermato inoltre che l'essere umano, per potersi definire tale, dovrebbe vivere secondo cinque valori principali, i cosiddetti valori umani, presenti – seppur in modo latente – in ogni individuo: verità, amore, pace, rettitudine e non-violenza; la cui costante e progressiva riscoperta e messa in pratica costituisce la vera essenza della ricerca spirituale.
(Sathya Sai Baba)
Nel 1963 è sorta l'Organizzazione Sathya Sai, organizzazione spirituale non-religiosa e senza fini di lucro o di proselitismo, attualmente attiva in 137 nazioni, fondata con lo scopo di aiutare le persone a «riscoprire la propria natura divina».

### Alcune massime di Sathya Sai Baba
- Ama tutti, servi tutti - Aiuta sempre, non ferire mai (Love all, serve all - Help ever, Hurt never)
- Dio è dentro di te. Scoprilo!
- Il servizio reso all'uomo è servizio reso a Dio.
- Comincia il giorno con Amore, riempi il giorno con Amore, trascorri il giorno con Amore, termina il giorno con Amore: questa è la strada che conduce a Dio.
- Se le malattie e le sofferenze non fanno distinzione tra ricchi e poveri, perché dovremmo farlo noi?
- La mia vita è il mio messaggio, il mio messaggio è la mia vita.
- Amate voi stessi perché incarnate Dio; amate e servite gli altri, perché incarnano Dio che parla ed agisce per mezzo loro.
- La Pace è il fiore profumato che nasce dal puro amore.
- Le mani che aiutano sono più sacre delle bocche che pregano

## Popolarità
La popolarità di Sathya Sai Baba in Occidente fu dovuta in buona parte all'opera dei mass media e al loro interesse non tanto verso il suo messaggio e le sue opere, quanto verso la presunta sovrannaturalità di numerose azioni, episodi ed eventi, che lo riguardavano in modo più o meno diretto. L'influenza del santone indiano crebbe grazie anche alle simpatie dell'alta società prima indiana, poi internazionale: era infatti considerato il "guru dei Vip" perché molte celebrità (rockstar, politici, attori di Hollywood e campioni sportivi) vennero affascinate dalla sua persona. Persino un sacerdote bergamasco, don Mario Mazzoleni (1944-2001), divenne seguace di Sai Baba e per questo fu scomunicato dalla Chiesa Cattolica.
Migliaia di testimoni hanno riportato di vedere Sai Baba compiere ogni giorno miracoli di varia natura, come le levitazioni, le apparizioni a distanza, le cosiddette materializzazioni di oggetti di svariate dimensioni (tra cui anelli, collane, o la sacra cenere Vibhūti), benché non esistessero prove dell'esistenza di questi fenomeni e fossero, quindi, oggetto di controversia.
Durante la festività di Maha Shivaratri, dopo un lungo discorso, era solito far fuoriuscire dalla bocca uno o più Lingam, sfere d'oro (o altri materiali) dalla forma ovale. 
Il prestigiatore e divulgatore indiano Basava Premanand ha dimostrato come realizzare tali miracoli con trucchi di prestidigitazione.
Nonostante sia estremamente elevato il numero di persone venute a conoscenza di Sai Baba grazie alla popolarità di questi fenomeni, egli sostenne di non dar loro importanza, raccomandando ai devoti di fare altrettanto, e li definì semplici stratagemmi (o "Lila", cioè giochi) per attirare l'attenzione sul reale contenuto del suo messaggio.
Tomas Milian, attore di origine cubana, naturalizzato Italiano, e noto al pubblico per i suoi film, era un simpatizzante di Sai Baba come da lui dichiarato in un'intervista rilasciata a Domenica In del 1984 all'intervistatore Pippo Baudo.

## Le opere sociali

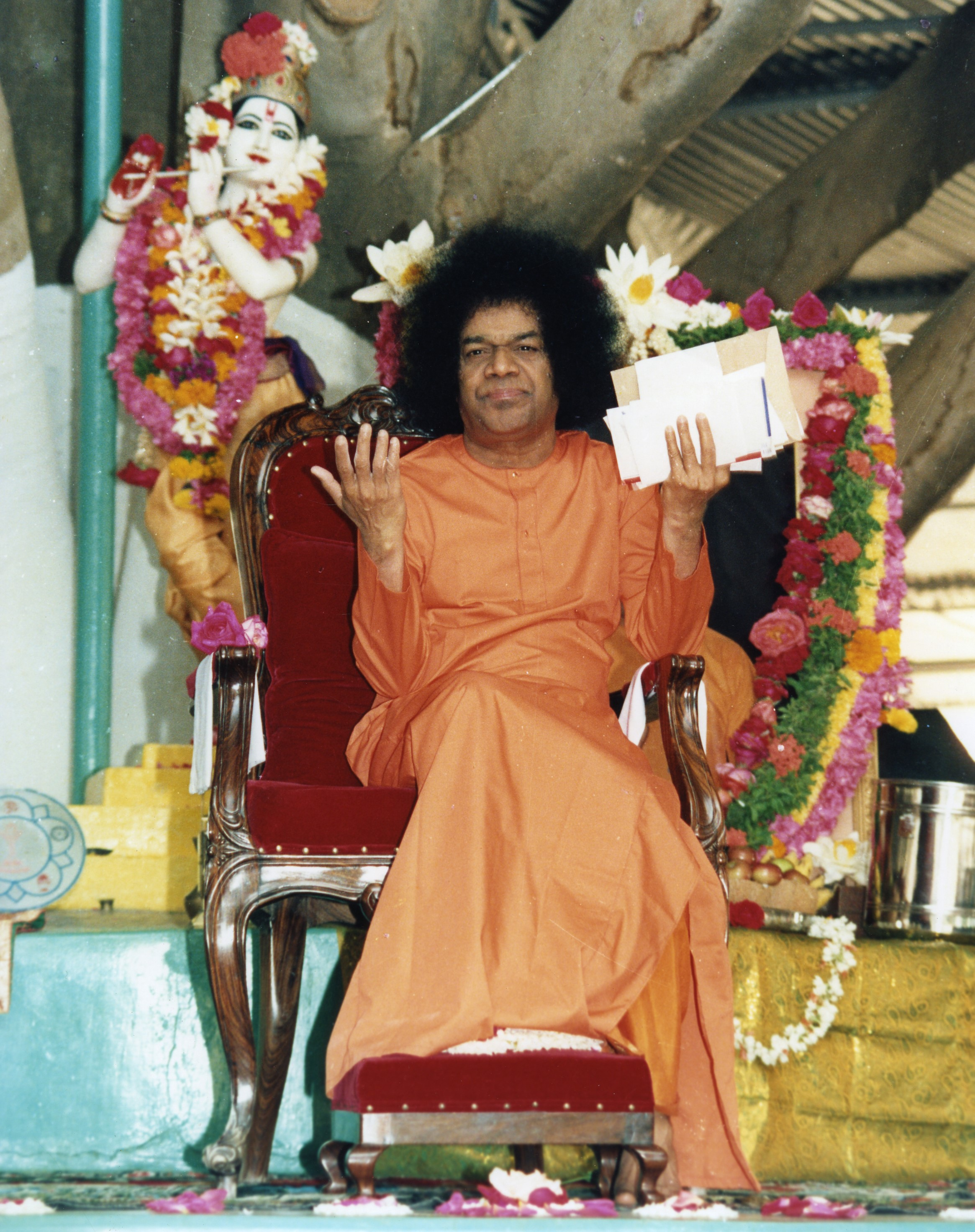
Sathya Sai Baba in età anziana

L'impegno di Sathya Sai Baba nel campo del sociale si è concretizzato in numerosi progetti di natura umanitaria e filantropica in India, ispirati o portati avanti da lui stesso. Questi progetti (definiti, a seconda della tipologia, SocioCare, EduCare e MediCare) includono:
- la costruzione di campi medici e ospedali (tra cui il policlinico Puttaparthi Super Speciality Hospital), in cui gli interventi vengono eseguiti gratuitamente;
- il “progetto acqua potabile”: un sistema di filtraggio, depurazione e distribuzione dell'acqua ad oltre 1000 villaggi rurali (circa due milioni di persone servite);
- il progetto Sathya Sai Gange, un grande canale artificiale per portare acqua nella regione di Madras, caratterizzata dalla siccità;
- l'apertura di numerosi istituti scolastici gratuiti, da elementari a università;
- altre iniziative analoghe portate avanti dall'Organizzazione Sathya Sai in tutto il mondo.

## Valori umani e educazione
Sathya Sai Baba identificò cinque valori umani principali (amore, verità, pace, rettitudine, non-violenza), cardini da cui scaturiscono tutti gli altri. Secondo l'insegnamento di Sai Baba, la costante e progressiva messa in pratica di questi valori nella vita quotidiana costituisce la vera essenza della spiritualità.
Sai Baba ha fondato in India un intero sistema educativo (denominato EHV, Education in Human Values, ovvero “Educazione ai Valori Umani”), che va dalle elementari fino alle università, in cui – in aggiunta ai programmi statali e in modo integrato agli stessi – le lezioni sono impartite sulla base dei cinque valori umani. Constatata la validità di questo sistema educativo e l'elevata competenza e integrità morale dei laureati, migliaia di istituzioni scolastiche nell'intera India lo hanno adottato.

### Riconoscimenti
- L'11 settembre 2005 in un incontro pubblico su Sathya Sai a St. Louis, Missouri, Stati Uniti d'America, Francis G. Slay (il sindaco della città) come atto di riconoscimento a Sathya Sai Baba e alle sue opere, emanò un proclama ufficiale in cui si dichiarava questa giornata "Giorno di Sathya Sai Baba" nella città di St. Louis[15].
- Il 23 novembre 2005 (giorno dell'80º compleanno di Sai Baba), con un proclama analogo, Jim Dailey (sindaco di Little Rock, Arkansas, Stati Uniti) dichiarò questa giornata "Giorno di Sathya Sai Baba" nella città di Little Rock[16].
- La Regina Elisabetta conferì all'Ala Giovani dell'Organizzazione Sathya Sai del Regno Unito il Premio Duca d'Edimburgo, un programma internazionale di leadership in azione, non competitivo e legato ad attività culturali e di servizio, istituito nel 1956 dal suo fondatore e patrono, il Principe Filippo, non però senza polemiche[17].

## Controversie
Numerosi critici (inclusi ex devoti, come ad esempio il pianista inglese David Bailey) hanno sostenuto che i presunti miracoli attribuitigli non sarebbero stati altro che trucchi e illusioni che sfruttavano talvolta la destrezza manuale dello stesso Sai Baba e, in altri casi, semplici fenomeni chimico-fisici. In merito sono stati anche realizzati numerosi video. Per la cenere Vibhuti, Sai Baba avrebbe utilizzato piccole capsule contenenti polvere (o, secondo alcuni studiosi, di sterco di vacca essiccato o semplice terriccio) che egli stesso avrebbe disintegrato nascondendole tra le dita; i Lingam, invece, sarebbero stati conservati all'interno di grossi fazzoletti, inseriti in bocca con abili e veloci movimenti, e rigurgitati subito dopo.
Diversi sacerdoti ed esorcisti cattolici hanno dichiarato che, qualora alcuni fenomeni paranormali di Sai Baba non fossero stati semplici inganni e trucchi, sarebbero stati di origine demoniaca, come si ritiene di qualunque altro prodigio compiuto da mago o stregone, secondo la religione cattolica. Si può segnalare a questo proposito che alcuni ex-devoti di Sai Baba abbiano dichiarato di essersi sentiti "disturbati" da una forza maligna dopo essersi allontanati da lui (tipico, secondo alcuni, di chi ha lasciato lo spiritismo, la magia o movimenti satanisti).
Vi sono anche incerte notizie riguardo ad un omicidio plurimo, avvenuto presso il suo ashram nel 1993 e mai ben chiarito, in seguito - sembra - a un attentato nei suoi confronti. Nel 2001 il Times gli ha dedicato una lunga inchiesta mettendo in discussione la sua integrità e la sua pretesa di essere un benefattore. Lo spunto dell'inchiesta fu il suicidio di tre giovani britannici che erano stati affascinati da Baba e credevano nei suoi poteri sovrannaturali.
In seguito ad accuse di molestie sessuali, l'emittente televisiva britannica BBC ha realizzato un video-documentario, fortemente critico verso Sai Baba (che raccoglieva accuse di vario tipo), che è circolato in diversi Paesi. Alaya Rahm, il giovane che avanzò la maggior parte di queste accuse contro Baba, e che era il protagonista d'accusa nel documentario, presentò una causa in California nel gennaio 2005 la cui udienza fu stabilita per il 28 aprile 2006. Durante il procedimento furono identificati ed ascoltati dei testimoni che erano presenti a Prashanti Nilayam quando le molestie denunciate dal querelante avrebbero avuto luogo. Uno di questi testimoni ha successivamente ritrattato e ritirato le sue affermazioni a sostegno degli accusatori. Il 19 aprile 2006 Alaya Rahm ha ritirato la querela, e il caso è stato abbandonato con pregiudizio (il querelante, cioè, non subisce danno e la causa non può più essere presentata in alcuna corte negli Stati Uniti o in India). Si contano numerose ulteriori testimonianze di casi di abusi (anche verso bambini) come quelle contenute in una dichiarazione giurata alla testata India Today da Hans De Kraker o da Jens Sethi.

## Opere diffuse in italiano
- Sadhana. Il sentiero interiore, Roma, Centro Parioli, 1976.
- Il messaggio di Sai Baba, l'Avatara, Torino, L'età dell'acquario, 1977.
- Bhagavatha vahini, Torino, Sathya, 1980.
- Cosa è la verità, Torino, Sathya, 1980.
- La divina canzone. Bhagavad Ghita, Torino, Sathya, 1980.
- Fiume d'amore e di contemplazione, Torino, Sathya, 1980.
- Calendario dell'anima, Torino, Sri Sathya Sai Baba center, 1981.
- Fiume d'amore, Torino, Sathya, 1981.
- Incontri in attesa, s.l., s.n., 1981.
- Discorsi di Sathya Sai, 10 voll., Pontevecchio Magenta, Organizzazione Sathya Sai Baba Italia; poi Modena, Libreria internazionale Sathya Sai, 1982-1988.
- Dio è unità. Estratti dai discorsi di Bhagavan Sri Sathya Sai Baba, Asti, Sri Sathya Sai books and publications, 1983.
- La voce dell'Avatar. Estratto dai discorsi di Bhagayan Sri Sathya Sai Baba, Pontevecchio Magenta, Organizzazione Sathya Sai Baba Italia, 1983.
- Dio, la natura e l'uomo. Pensieri tratti da discorsi di Sathya Sai Baba, di Antonio e Sylvie Craxi, Roveredo, Fondazione Sathya Sai Seva, 1985.
- La filosofia dell'azione, Pontevecchio Magenta, Organizzazione Sathya Sai Baba Italia, 1985.
- Ghita Vahini, Magenta, Organizzazione Sathya Sai Baba, 1985.
- Quelli che Dio ama di più. Lezioni sulla Bhagavad Ghita tenute nel Mandir di Prasanthi Nilayam dal 2-8 al 20-8-1984, Pontevecchio Magenta, Organizzazione Sathya Sai Baba Italia, 1985.
- La legge eterna, Roveredo (Svizzera), Fondazione Sathya Sai Seva, 1986.
- Al di là dell'illusione, Modena, Libreria internazionale Sathya Sai, 1988.
- Dialoghi con Sai, Roveredo, Fondazione Sathya Sai Seva, 1989.
- La via per amare. Articoli di Sathya Sai Baba apparsi sulla rivista Sanathana Sarathi, Milano, Libreria internazionale Sathya Sai, 1991.
- Colloqui, Varallo Pombia, Mother Sai, 1992.
- Corso estivo 1990. Lezioni agli studenti, Varallo Pombia, Mother Sai, 1992.
- Diario spirituale, 2. Un pensiero al giorno, Varallo Pombia, Mother Sai, 1992.
- Il mio messaggio è amore. Pensieri ed aforismi per ogni giorno, Roma, Edizioni mediterranee, 1992. ISBN 88-272-0023-1.
- Diario spirituale, 3. Un pensiero al giorno, Varallo Pombia, Mother Sai, 1993.
- La scienza di Dio. Vidyâ, Milano, Mother Sai, 1993.
- La conoscenza, Milano, Mother Sai, 1994.
- Cosa è la verità?, Modena, Milesi, 1994. ISBN 88-86343-01-9.
- La divina canzone Bhagavad Ghita, Modena, Milesi, 1994. ISBN 88-86343-02-7.
- Fiume d'amore, Modena, Milesi, 1994. ISBN 88-86343-03-5.
- Io Sai, tu Sai, egli Sai, Torino, Blu international studio, 1994. ISBN 88-86347-04-9.
- La voce dell'Avatar. Estratti dai discorsi di Śrī Satya Sai Baba. Parte 2, Modena, Milesi, 1994. ISBN 88-86343-11-6.
- La conoscenza. Jnana, Milano, Mother Sai, 1995.
- Corso estivo 1993. Lezioni agli studenti, Milano, Mother Sai, 1995.
- La storia di Rama, 2 voll., Milano, Mother Sai, 1996-1998.
- Aforismi vedici, Milano, Mother Sai, 1996.
- Canti devozionali, Milano, Mother Sai, 1996.
- Domande e risposte, Milano, Mother Sai, 1996.
- Il fiume delle Upanishad, Milano, Mother Sai, 1996.
- Il gioco di Dio, Milano, Mother Sai, 1996.
- Corso estivo 1978. Lezioni agli studenti, Milano, Mother Sai, 1997.
- Educazione ai valori umani. Insegnamento tratto dai discorsi tenuti dal Bhagavan Sri Sathya Sai Baba, Modena, Milesi, 1998. ISBN 88-86343-51-5.
- La pace suprema, Milano, Mother Sai, 1998.
- Il potere del gayathri Mantra. Spiegazione e commento, Modena, Milesi, 1998. ISBN 88-86343-52-3.
- La via della meditazione, Milano, Mother Sai, 1998.
- Corso estivo 1972. Lezioni agli studenti, Milano, Mother Sai, 1999.
- Il Japamala della verità. 108 perle di verità tratte dai discorsi di Sathaya Sai Baba, Modena, Milesi, 1999. ISBN 88-86343-58-2.
- La verità di Sai, Milano, Mother Sai, 1999.
- La disciplina spirituale (sadhana). Il sentiero interiore, Milano, Mother Sai, 2000.
- Pensiero del giorno, Milano, Mother Sai, 2000.
- Il canto della verità. Un riepilogo dei Divini insegnamenti di Sathya Sai Baba, 2 voll., Modena, Milesi, 2001. ISBN 88-88159-03-7, ISBN 88-88159-04-5.
- La legge morale, Cologno Monzese, Mother Sai, 2002. ISBN 88-88489-04-5.
- Riflessioni all'ombra del Maestro. Domande e risposte con Sri Sathya Sai Baba, di Anil Kumar Kamaraju, Modena, Milesi, 2002. ISBN 88-88159-19-3.
- Scintille di luce, Modena, Milesi, 2002. ISBN 88-88159-23-1.
- Racconti e parabole di Sai Baba, 2 voll., Cologno Monzese, Mother Sai, 2003. ISBN 88-88489-23-1, ISBN 88-88489-27-4.
- Sai Baba parla del mondo e di Dio, a cura di Stephan von Stepski-Doliwa, Vicenza, Il punto d'incontro, 2003. ISBN 88-8093-293-4.
- Storie gloriose del Signore (Bhagavata Vahini), Cologno Monzese, Mother Sai, 2003. ISBN 88-88489-25-8.
- Gli insegnamenti di Dio, Cologno Monzese, Mother Sai, 2004. ISBN 88-88489-30-4.
- L'Amore di Dio, Cologno Monzese, Mother Sai, 2005. ISBN 88-88489-35-5.
- Dissolvere i dubbi spirituali. Dialoghi con sri Sathya Sai Baba, Cologno Monzese, Mother Sai, 2005. ISBN 88-88489-36-3.
- Un giorno... una domanda... un amore infinito. La risposta ad ogni domanda che avreste voluto fare..., Modena, Milesi, 2005. ISBN 88-88159-53-3.
- Gemme di saggezza, Cologno Monzese, Mother Sai, 2006. ISBN 88-88489-33-9.
- Un pensiero d'amore per i giorni difficili, Modena, Milesi, 2008. ISBN 978-88-88159-70-6.
- Educare. Educazione e valori umani nei discorsi di Sri Sathya Sai Baba, Cologno Monzese, Mother Sai, 2009. ISBN 978-88-88489-47-6.
- Sai Baba parla del vero significato delle festività sacre celebrate nei suoi ashram, a cura di Marianna Folgiero e Serenella Milesi, Modena, Milesi, 2009. ISBN 978-88-88159-80-5.
- Corso estivo 1979. (summer showers in Brindavan). Discorsi pronunciati durante il corso sulla Cultura e la Spiritualità Indiana tenutosi a Brindavan nei mesi di maggio-giugno 1979, Milano, Mother Sai, 2011. ISBN 978-88-88489-52-0.
- Siate come Gesù. La buona novella di Gesù tratta dai discorso di Sri Sathya Sai Baba, compilato da Debra e William Miller, Cologno Monzese, Mother Sai, 2012. ISBN 978-88-88489-55-1.
- Sai Baba canta Gāyatrī mantra, a cura di Tea e Genevienne Pecunia, con compact disc, Quarto Inferiore, Om, 2019. ISBN 978-88-99450-64-9.